# 皮套演员
皮套演员（日语：スーツアクター） 是指穿著皮套（玩偶）戏服演出武打或特技鏡頭的演員或替身演員。語源來自日本特攝界使用的和製英語，在其他的場合多直接稱呼為演員或特技演員（Stuntman）。

## 概要
皮套演员是指穿著皮套（玩偶）戲服扮演變身英雄、怪獸、機器人等角色，演出武打或特技鏡頭的演員或替身演員。
目前此類演員多以具備相關體能與武術基礎者來擔任，以因應體力負擔吃重的拍攝現場，但過去也曾有全無相關根基的例子（如《超人力霸王》的古谷敏）。在早年的日本變身英雄特攝片中，有時主角演員不使用替身，而是本人直接穿上皮套進行武打和特技演出（例如1960年《新 七色假面》的千葉真一、1971年《假面騎士》初期的藤岡弘，但他們均為演員本人具有武術根基的例子）。但後來因藤岡弘拍攝《假面騎士》時不慎身受重傷的案例出現，造成此類情況開始較為少見。
近年，日本特攝節目觀眾層變廣，皮套演员受媒體採訪的曝光率變高，愛好者也跟著增加。原SKE48成員的松井玲奈就公開表示喜歡假面騎士和皮套演員，她表示最為尊敬的對象，則是在平成假面騎士系列作品中，擔綱大部分第一主角騎士演出的高岩成二。
穿著布偶裝演出舞台劇和擔任宣傳用的吉祥物，在廣義上來說也是一種皮套演員。但如果是不需要特殊表演的情況，常常是找臨時工而不是專業演員來扮演。

## 知名皮套演员
中島春雄
初代哥吉拉（1954～1972）演員，在國際間也擁有高知名度，被美國媒體暱稱為「Mr.哥吉拉」。
古谷敏
初代超人力霸王演員，著有自傳《ウルトラマンになった男》（中譯：當過超人力霸王的男人，小學館出版），內容除了敘述自己的半生，並揭露了諸多當年拍攝《超人力霸王》時的甘苦談。
權藤俊輔、中村浩二
平成超人力霸王三部曲的主角超人力霸王演員。
岩田榮慶
2004年起於超人力霸王系列中演出，並自2015年的《超人力霸王X》開始，固定飾演主角超人力霸王的演員，目前仍繼續演出中。
中屋敷鐵也
昭和時期歷代假面騎士（初代第46話～超一號）演員，別名「Mr.假面騎士」。曾在未綁救生索的情況下，站在50公尺高的煙囪上拍攝《假面騎士V3》。
新堀和男
包括《假面騎士亞馬遜》、《大鐵人17》與《秘密戰隊五連者》到《鳥人戰隊》時期大多數超級戰隊系列的紅戰士（第一主角）演員，於《恐龍戰隊》開始退下第一線，成為戰隊系列的動作指導。
高岩成二
平成時期系列的歷代主角假面騎士（不含《空我》和《響鬼》）演員，被稱為「Mr.假面騎士」，現為「Mr.平成騎士」。
福澤博文
《百獸戰隊牙吠連者》到《特命戰隊Go-Busters》間大多數超級戰隊系列的紅戰士（第一主角）演員，《特命戰隊Go-Busters》後成為戰隊系列的動作指導。

## 註腳
1. ↑  超人画報 1995，第43頁，Column「テレビと劇場でデビューした『七色仮面』」
2. ↑  . シネマトゥデイ. 2015-08-18  [2016-01-26]. （原始内容存档于2016-02-02）.。
3. ↑  . TVでた蔵. ワイヤーアクション. 2014-07-28  [2016-01-26]. （原始内容存档于2016-03-05）.
4. ↑  壬生智裕. . シネマトゥデイ. 2009-10-18  [2016-01-15]. （原始内容存档于2016-03-04） （日语）.
5. ↑  齋藤博美. . 朝日新闻中文网. 2015-06-25  [2016-01-15]. （原始内容存档于2016年4月6日）.
6. ↑  齋藤博美. . 朝日新闻中文网. 2015-06-25  [2016-01-15]. （原始内容存档于2016年4月6日）.
7. ↑  破李拳竜. . 宇宙船 (朝日ソノラマ). 2004-05-01,. Vol.112 (（2004年5月号）): 117–118. 雑誌コード：01843-05 （日语）.
8. ↑  仮面俳優列伝 2014，第5-22頁，「第1章 Mr.平成ライダー&Mr.レッドの軌跡 01 高岩成二」
9. ↑  グライドメディア発行『仮面ライダーディケイド&平成仮面ライダー 10周年記念公式読本 DECADE [MASKED RIDER 2000 - 2009]』172頁